# Dailekh (dystrykt)

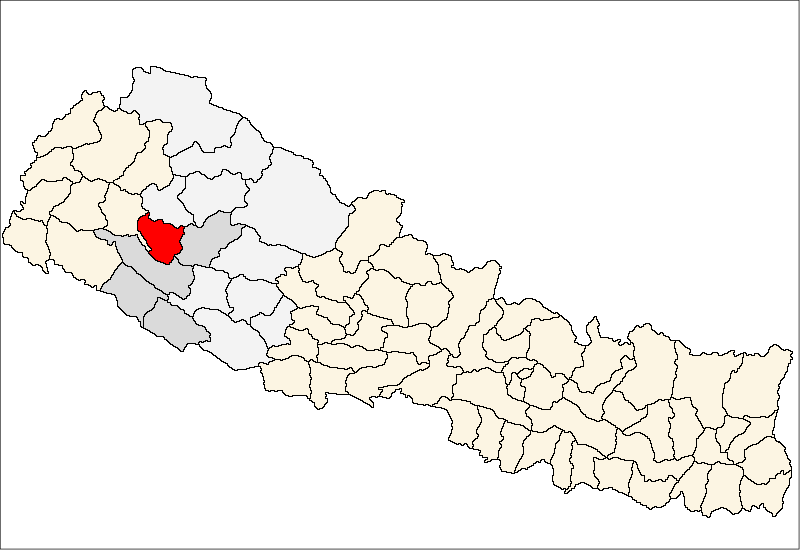
Dystrykt Dailekh

Dystrykt Dailekh (nep. दैलेख) – jeden z siedemdziesięciu pięciu dystryktów Nepalu. Leży w strefie Bheri. Dystrykt ten zajmuje powierzchnię 1502 km², w 2001 r. zamieszkiwało go 225 201 ludzi. Stolicą jest Dailekh.